# Agnès Nègre
Agnès Nègre (* 8. Januar 1947 in Nogent-sur-Marne, Département Val-de-Marne) ist eine französische Kostümbildnerin.

## Leben
Agnès Nègre wuchs bei Joinville-le-Pont auf und entwickelte wie ihr Vater eine Leidenschaft für das Kino. 1967 begann sie, als Kostümbildnerin beim französischen Film und Fernsehen zu arbeiten. Sie spezialisierte sich frühzeitig auf historische Kostüme, wie die des fünfteiligen Fernsehmehrteilers Joséphine ou la comédie des ambitions (1979) über Joséphine de Beauharnais und Napoleon Bonaparte. 1982 entwarf Nègre, deren Bandbreite sich von der Antike bis hin zu den 1970er Jahren erstreckt, die Kostüme für Claude Chabrols Fernsehfilm La Danse de mort, der auf einem Bühnenstück August Strindbergs beruht. Zwei Jahre später kam Nègre mit dem Actionthriller Back Fire bei einer Kinoproduktion zum Einsatz.
Für Yves Roberts Der Ruhm meines Vaters (1990), bei dem es sich um den ersten Teil der Verfilmung eines Romans von Marcel Pagnol handelt, auf den mit Das Schloß meiner Mutter im selben Jahr der zweite Teil folgte, erhielt Nègre eine Nominierung für den César in der Kategorie Beste Kostüme. Sie unterlag jedoch Franca Squarciapino, die den französischen Filmpreis für Cyrano von Bergerac gewann. Bei dem in Algerien um das Jahr 1940 spielenden Film Soleil fertigte Nègre 1997 für Sophia Loren, Philippe Noiret und Marianne Sägebrecht die Kostüme an. Daraufhin war sie erneut hauptsächlich an Fernsehproduktionen beteiligt, darunter Das Findelkind aus dem Jahr 2000 mit Pierre Richard, Veronica Ferres und Sägebrecht.
Neben ihrer Arbeit als Kostümbildnerin ist Nègre auch als Malerin und Graveurin tätig. 1990 und 1991 arbeitete sie zudem als Dozentin an der Pariser Filmhochschule La Fémis. Neben Vorträgen über Kostümdesign an anderen Filmschulen hielt sie auch Vorlesungen im Fach Geschichte an der Sorbonne. Seit 2008 lehrt sie an der École nationale supérieure des arts et techniques du théâtre (ENSATT) in Lyon.
Agnès Nègre lebt in Saint-Nazaire.

## Filmografie (Auswahl)
- 1975: L’Homme sans visage (TV-Miniserie)
- 1979: Joséphine ou la comédie des ambitions (TV-Miniserie)
- 1980: Les Dames de cœur (TV-Serie, sechs Folgen)
- 1981: L’Ogre de Barbarie
- 1982: La Danse de mort (TV-Film)
- 1984: Back Fire (Liste noire)
- 1986: Nanou
- 1989: La Vouivre
- 1990: Der Ruhm meines Vaters (La Gloire de mon père)
- 1990: Das Schloß meiner Mutter (Le Château de ma mère)
- 1991: La Neige et le Feu
- 1997: Soleil
- 1999: Die Seele der Puppe (Dessine-moi un jouet) (TV-Film)
- 2000: Das Findelkind (Sans famille) (TV-Film)
- 2001: Un cœur oublié (TV-Film)
- 2001: Tangos volés
- 2002: Le Champ dolent, le roman de la terre (TV-Miniserie)
- 2003: Die Unbekannte aus der Seine (Aurélien) (TV-Film)
- 2004: La Petite Fadette (TV-Film)
- 2005: Le Temps meurtrier (TV-Film)
- 2007–2008: Chez Maupassant (TV-Serie, 15 Folgen)
- 2009–2010: Au siècle de Maupassant: Contes et nouvelles du XIXème siècle (TV-Serie, elf Folgen)
- 2010: Les Méchantes (TV-Film)
- 2011: Les Affaires sont les affaires (TV-Film)

## Auszeichnungen
- 1967: Prix des Métiers d’Art[3]
- 1991: Nominierung für den César in der Kategorie Beste Kostüme für Der Ruhm meines Vaters